# Hamnögrundet
Hamnögrundet, vertaald ondiepte bij eiland met haven, is een eiland annex zandbank behorend tot de Lule-archipel. Het eilandje ligt een kilometer ten noordwesten van het eiland Hamnön, waar het de naam van heeft. Er staan huizen op het eiland, maar het heeft geen oeververbinding.